# جون هنري كالدويل
جون هنري كالدويل (بالإنجليزية: John Henry Caldwell)‏ هو محامي وسياسي أمريكي، ولد في 4 أبريل 1826 في هنتسفيل في الولايات المتحدة، وتوفي في 4 سبتمبر 1902 في جاكسونفيل في الولايات المتحدة. حزبياً، نشط في الحزب الديمقراطي. وقد انتخب عضو مجلس النواب الأمريكي.